# Deckenstrahlungsheizung

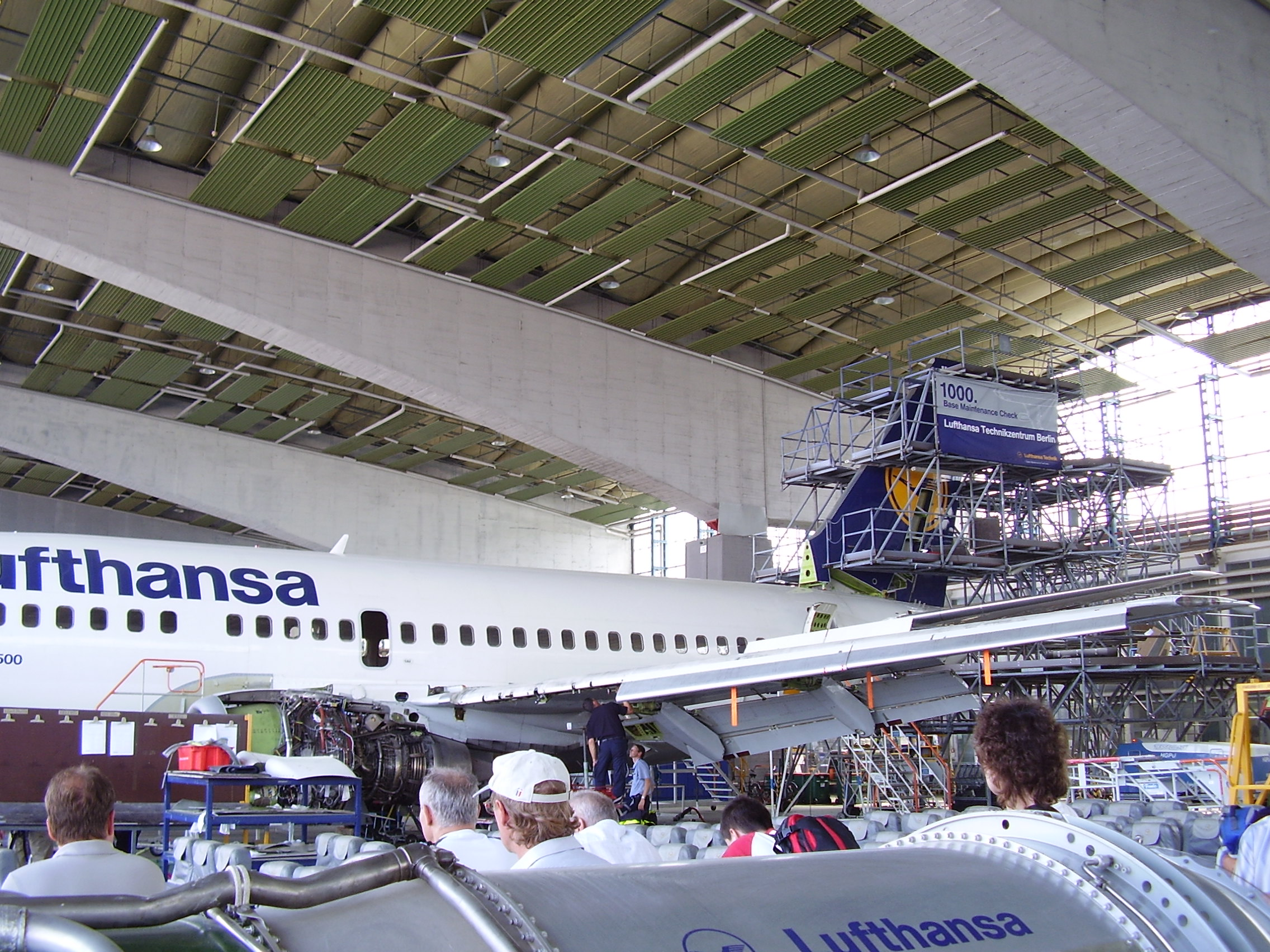
Deckenstrahlungsheizung in einer Flugzeugwartungshalle

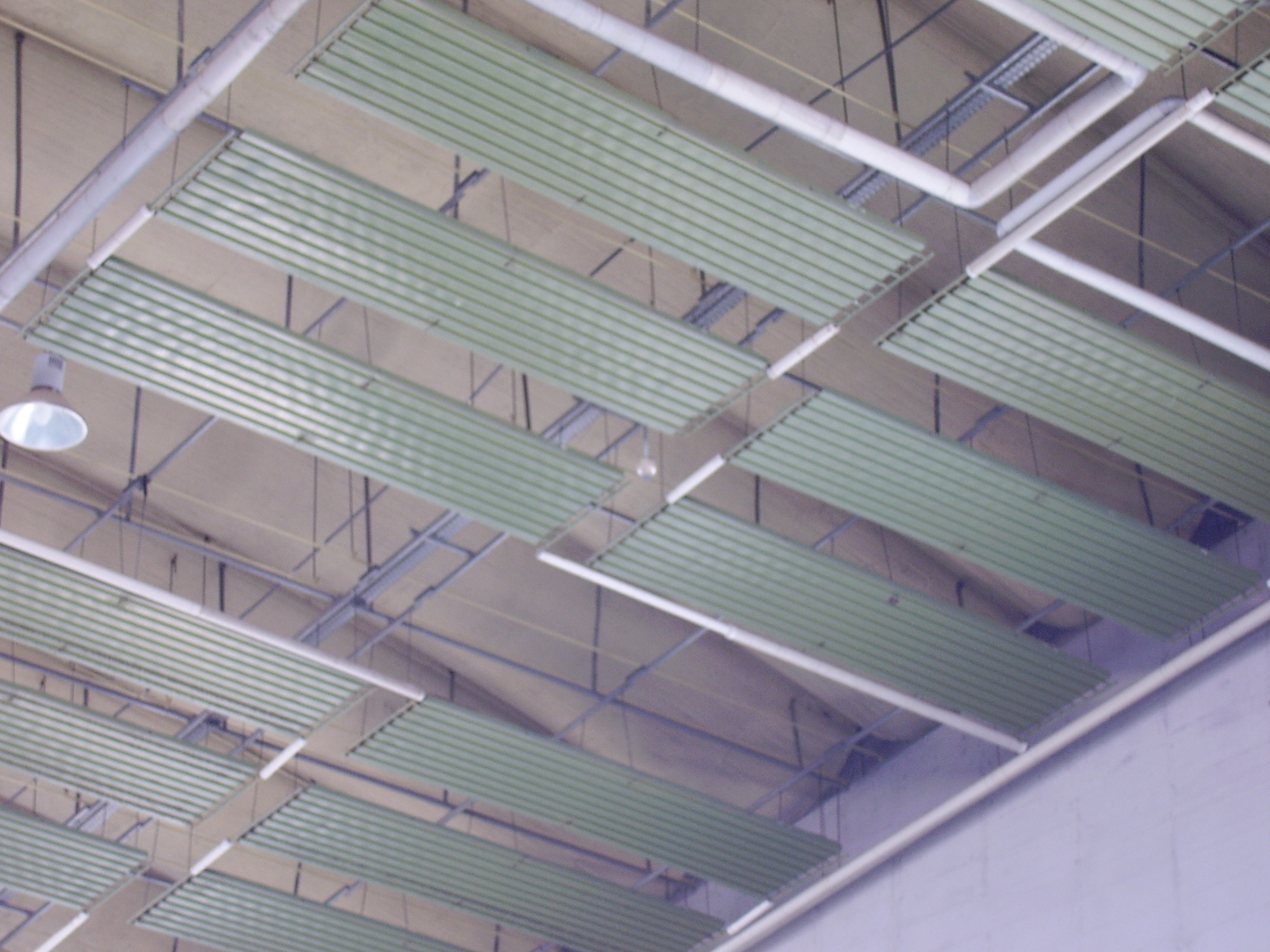
Detail

Die Deckenstrahlungsheizung ist eine Form der Flächenheizung für Gebäude. Hierfür werden entweder Deckenstrahlplatten oder elektrische Heizstrahler verwendet.
Deckenstrahlplatten sind statische Heizelemente in Form von Profilbändern aus Stahlblech mit eingeschweißten Rohren und oben zur Decke einliegender Wärmedämmung, die an die Warmwasser-Heizungsanlage angeschlossen werden. Die Strahlungswärme geht ungehindert durch die Raumluft und wird beim Auftreffen auf den Fußboden, die Raum-Umschließungsflächen oder die Einrichtungsgegenstände in Wärmeenergie umgewandelt. Die Oberflächen-Temperaturen steigen um 1 bis 3 Kelvin über Raumluft-Temperatur. Größe und Anzahl der Deckenstrahlplatten richten sich nach der gewünschten Strahlungsintensität oder der Heizmittel-Temperatur.
Deckenstrahlplatten können als Einzelplatten (anschlussfertige Einheiten) für die Kleinraum- oder, durch Zusammenfügen einzelner Elemente, zu langen Bändern für die Großraum-Beheizung verwendet werden. Bei normalen Heizmittel-Temperaturen werden etwa 10 bis 20 Prozent der Deckenflächen mit Deckenstrahlplatten belegt.
Durch die variable Montage der Deckenstrahlplatten können in allen Bereichen einer Halle gleichmäßige Einstrahlverhältnisse erreicht werden. Die gute Regelbarkeit und geringe Trägheit ermöglichen kurze Aufheizzeiten, auch für hohe Hallen. Sie werden in hohen Räumen eingesetzt, wenn  Heizkörper stören, für diese kein Platz vorhanden ist oder wenn in großen Hallen lokale Erwärmungen notwendig sind. Deckenstrahlungsheizungen sind auch für geringe Raumhöhen geeignet, wenn die Strahlungstemperatur unter der Körperoberflächentemperatur des Menschen liegt.
Alle Wärmestrahler geben Wärme auch durch Wärmeleitung ab. Bei Deckenstrahlern bildet sich dabei ein  Wärmepolster, der wegen des Auftriebs der warmen Luft an der Decke hängen bleibt. Der Wärmepolster nimmt allmählich die Temperatur der Strahlungsoberfläche an; weil dann keine Temperaturdifferenz mehr vorliegt, kann auch keine Wärme durch Wärmeleitung in die Grenzschicht des Luftpolsters abgegeben werden. Somit geht wenig Wärme durch Lufterwärmung und Konvektion und in der Folge  beim Lüften verloren. Anders ist es bei Wärmestrahlern durch Wandheizelemente oder Fußbodenheizungen (oder Heizkörpern), dabei wird durch Konvektion laufend die warme Luft abgeführt und kalte Luft nachgeheizt. Bei Deckenheizung tritt daher kaum (feinstaubaufwirbelnde) Konvektion im Raum auf und durch Lüften oder geöffnete Tore geht kaum Wärme verloren.
Eine Deckenstrahlungsheizung heizt die Luft kaum auf, durch die Wärmestrahlung werden die bestrahlten Flächen durch Strahlungsaufnahme stets wärmer als die Luft, die Luft wird dort niemals unter den Taupunkt abgekühlt und Feuchte kann dort nicht kondensieren. Einige Anbieter propagieren Strahlungsheizungen daher für die Anwendung in Wohnungen zur Vermeidung von Schimmelbildung.
Eine heizmitteldurchflossene Deckenheizung kann im Sommer auch zur Raumkühlung (Kühldecke) eingesetzt werden, dazu wird kaltes Wasser (etwa aus einer Erdwärmesonde, aus einem Eis-Speicher oder Frischwasser) durch die Rohrleitungen gepumpt. Im Gegensatz zum Heizbetrieb kann hier Luftkonvektion auftreten, jedoch liegt die sich einstellende Luftgeschwindigkeit allgemein unter 0,1 m/s und wird nicht als störend empfunden.